# Jürgen Walter (Politiker, 1968)

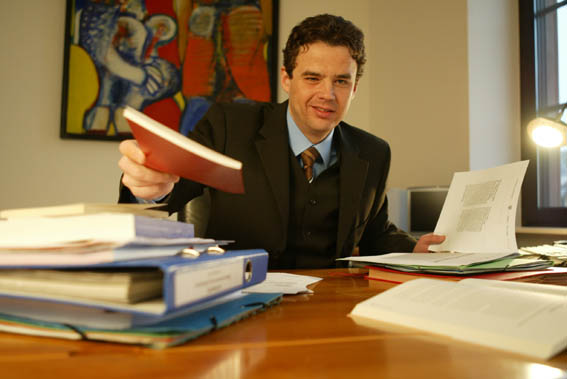
Jürgen Walter

Jürgen Walter (* 23. August 1968 in Jugenheim a. d. Bergstraße) ist ein deutscher SPD-Politiker und ehemaliger Vorsitzender der SPD-Fraktion im Hessischen Landtag.

## Berufliches und Privates
1987 machte Walter sein Abitur am Gymnasium Gernsheim. Anschließend studierte er Rechtswissenschaften an der Universität Mannheim und der Johann Wolfgang Goethe-Universität Frankfurt am Main. Nach dem Abschluss des Studiums 1996 arbeitete er als Rechtsanwalt, ab 1997 in eigener Kanzlei in Gernsheim. Seit dem 21. August 2008 ist er mit der ehemaligen CDU-Pressesprecherin Esther Petry verheiratet. Seit Januar 2009 ist Walter wieder als Rechtsanwalt für Arbeitsrecht und Verkehrsrecht in Wiesbaden und Gernsheim tätig.

## Politik
In die SPD trat Walter 1987 ein und engagierte sich zunächst bei den Jusos (von 1996 bis 1999 als hessischer Landesvorsitzender) und als Stadtverordneter in Gernsheim (1993 bis 2002). Jürgen Walter gehört dem Netzwerk Hessen an, dem hessischen Zweig der SPD-internen Gruppierung Netzwerk Berlin.
Von 1999 bis 2009 war Walter Mitglied des Hessischen Landtags. Bis 2003 war er Landesgeschäftsführer der hessischen SPD, seitdem bis November 2008 stellvertretender Vorsitzender des Landesverbandes. Er wirkte als Obmann im Untersuchungsausschuss zum Schwarzgeldskandal der hessischen CDU. Vom 11. Februar 2003 bis zum Januar 2007 war Walter Fraktionsvorsitzender seiner Partei im Landtag.
Im August 2006 bewarb sich Walter neben Andrea Ypsilanti um die Nominierung zum SPD-Spitzenkandidaten für die Hessische Landtagswahl 2008. Er verlor die Abstimmung beim Landesparteitag am 2. Dezember 2006 in Rotenburg. Nach einem 172:172-Gleichstand im ersten Wahlgang erreichte er im zweiten Wahlgang 165, Ypsilanti 175 Stimmen. Zuvor hatte sich die SPD-Basis auf Regionalkonferenzen in ihrer Mehrheit für ihn ausgesprochen.
Bei der Landtagswahl am 27. Januar 2008 kandidierte Walter erfolglos im Wahlkreis Wetterau I, zog aber über die Landesliste in den Landtag  ein.
Walter verzichtete nach den innerparteilichen Auseinandersetzungen um den Umgang mit der Linkspartei im Anschluss an die Wahl auf eine erneute Kandidatur zum stellvertretenden Fraktionsvorsitzenden. Das ihm später angetragene Ministerium für Verkehr und Europa im Rahmen der beabsichtigten rot-grünen Minderheitsregierung lehnte er ab, die Trennung von Wirtschaft und Verkehr bezeichnete er als „Riesenfehler“.
Am 3. November 2008 erklärte er zusammen mit Carmen Everts, Silke Tesch und Dagmar Metzger, die Wahl von Andrea Ypsilanti zur Ministerpräsidentin mit Stimmen der Linkspartei nicht zu unterstützen. Die geplante Koalition von SPD und Grünen, toleriert durch die Linken, wurde damit unmöglich. Am folgenden Tag trat er als stellvertretender hessischer SPD-Vorsitzender zurück. Gegen Walter wurde ein Parteiordnungsverfahren beantragt. Für die Landtagswahl am 18. Januar 2009 wurde Walter von seiner Partei nicht mehr als Kandidat nominiert.
Am 27. März 2009 entschied die zuständige Schiedskommission des SPD-Unterbezirks Wetterau, dass Walters Mitgliedsrechte in der Partei für zwei Jahre derart eingeschränkt werden, dass er nur für den Ortsverein tätig werden darf; seine Berufung wurde im August 2009 abgelehnt.